# فهرست رئیسان دانشگاه شیراز
این مقاله فهرست رئیسان دانشگاه شیراز است. هم‌اکنون محمد مؤذنی رئیس دانشگاه شیراز می‌باشد.

## رؤسای دانشگاه
| نام                 | آغاز | پایان  | محل اخذ دکترا                     | رشته                  |
| ------------------- | ---- | ------ | --------------------------------- | --------------------- |
| ذبیح‌الله قربان      | ۱۳۳۴ | ۱۳۴۰   | دانشگاه لیون                      | پزشکی                 |
| محمدعلی مجتهدی      | ۱۳۴۰ | ۱۳۴۱   | دانشگاه سوربن                     | ریاضیات               |
| لطفعلی صورتگر       | ۱۳۴۱ | ۱۳۴۳   | دانشگاه لندن                      | زبان و ادبیات انگلیسی |
| اسدالله علم         | ۱۳۴۳ | ۱۳۴۷   | دانشکده کشاورزی کرج (مدرک مهندسی) | مهندسی کشاورزی        |
| هوشنگ نهاوندی       | ۱۳۴۷ | ۱۳۵۰   | دانشگاه پاریس                     | حقوق                  |
| فرهنگ مهر           | ۱۳۵۰ | ۱۳۵۷   | دانشگاه ساوت‌همپتون                | روابط بین‌الملل        |
| امیرهوشنگ مهریار    | ۱۳۵۸ | ۱۳۵۹   | دانشگاه لندن                      | روان‌شناسی تربیتی      |
| حسن ظهور            | ۱۳۵۹ | ۱۳۶۰   | دانشگاه پردو                      | مهندسی مکانیک         |
| مصطفی معین          | ۱۳۶۰ | ۱۳۶۲   | دانشگاه شیراز                     | پزشکی اطفال           |
| محمدرضا فرتوک زاده  | ۱۳۶۲ | ۱۳۶۳   | دانشگاه شیراز                     | چشم‌پزشکی              |
| رضا ملک‌زاده         | ۱۳۶۳ | ۱۳۶۶   | دانشگاه شیراز                     | پزشکی                 |
| عبدالحمید ریاضی     | ۱۳۶۶ | ۱۳۶۸   | دانشگاه کلگری                     | ریاضیات               |
| سیدرضا قاضی         | ۱۳۶۸ | ۱۳۷۱   | دانشگاه بریستول                   | دامپزشکی              |
| غلامحسین زمانی      | ۱۳۷۱ | ۱۳۷۵   | -                                 | مهندسی کشاورزی        |
| محمدمهدی علیشاهی    | ۱۳۷۵ | ۱۳۷۶   | مؤسسه فناوری ماساچوست             | مهندسی مکانیک         |
| محمود مصطفوی        | ۱۳۷۶ | ۱۳۸۰   | دانشگاه نیوکاسل                   | مهندسی مکانیک         |
| مجید ارشاد لنگرودی  | ۱۳۸۰ | ۱۳۸۴   | دانشگاه آیووا                     | ریاضیات               |
| محمد هادی صادقی     | ۱۳۸۴ | ۱۳۸۸   | ایران                             | حقوق                  |
| ‌محمد مؤذنی          | ۱۳۸۸ | ۱۳۹۲   | دانشگاه شیراز                     | انگل‌شناسی             |
| مجید ارشاد لنگرودی  | ۱۳۹۲ | ۱۳۹۵   | دانشگاه آیووا                     | ریاضیات               |
| ابراهیم گشتاسبی راد | ۱۳۹۵ | ۱۳۹۶   | دانشگاه شیراز                     | مهندسی مکانیک         |
| حمید نادگران        | ۱۳۹۶ | ۱۴۰۰   | دانشگاه منچستر                    | فیزیک                 |
| محمد مؤذنی          | ۱۴۰۰ | تاکنون | دانشگاه شیراز                     | دامپزشکی              |